# Alexis Texas
Alexis Texas (Castroville, 25 mei 1985) is een Amerikaanse pornoactrice. Sinds 2006 is ze actief in de porno-industrie.

## Persoonlijk leven
Alexis Texas werd op een militaire basis in Panama geboren. Ze groeide op in een klein stadje, vlak bij San Antonio. Texas is van Noorse, Duitse en Puerto Ricaanse afkomst. Ze trouwde in 2008 met pornoacteur Mr. Pete van wie ze in 2013 weer scheidde.
In 2007 verhuisde Texas naar Los Angeles, waar haar carrière in de porno-industrie begon.

## Reguliere films
- Bikini Frankenstein (2010)
- Bloodlust Zombies (2011)
- Juicy J - Bandz a Make Her Dance (2012); videoclip
- Aroused (2013); documentaire
- Don Jon (2013); archiefmateriaal
- An Erotic Tale of Ms. Dracula (2014); tv-film
- Monster Safari (2017)
- Halloween Horror at Midnight (2018)
- Sasy - Tehran Tokyo (2021); videoclip

## Prijzen en nominaties
| Jaar | Prijs                             | Resultaat   | Categorie                            | Voor haar optreden in                                     |
| ---- | --------------------------------- | ----------- | ------------------------------------ | --------------------------------------------------------- |
| 2008 | AVN Award                         | Genomineerd | Best New Starlet                     | n.v.t.                                                    |
| 2008 | XRCO Award                        | Genomineerd | New Starlet                          | n.v.t.                                                    |
| 2008 | NightMoves Award Best New Starlet | Gewonnen    | Best New Starlet (Fan’s Choice)      | n.v.t.                                                    |
| 2009 | AVN Award                         | Genomineerd | Best All-Girl 3-Way Sex Scene        | Girlvana 4                                                |
| 2009 | AVN Award                         | Genomineerd | Female Performer of the Year         | n.v.t.                                                    |
| 2009 | Hot d'Or                          | Genomineerd | Best American Starlet                | n.v.t.                                                    |
| 2009 | XRCO Award                        | Genomineerd | Female Performer of the Year         | n.v.t.                                                    |
| 2009 | CAVR Award                        | Gewonnen    | Performer of the Year                | n.v.t.                                                    |
| 2009 | XBIZ Award                        | Genomineerd | Female Performer of the Year         | n.v.t.                                                    |
| 2010 | XRCO Award                        | Genomineerd | Female Performer of the Year         | n.v.t.                                                    |
| 2010 | AVN Award                         | Gewonnen    | Best All-Girl Group Sex Scene        | Deviance (with Eva Angelina, Teagan Presley, Sunny Leone) |
| 2010 | FAME Award                        | Gewonnen    | Favorite Ass                         | n.v.t.                                                    |
| 2010 | AVN Award                         | Genomineerd | Best All-Girl Group Sex Scene        | "Party of Feet"                                           |
| 2010 | AVN Award                         | Genomineerd | Best Threeway Sex Scene              | "Buttwoman Returns"                                       |
| 2010 | AVN Award                         | Genomineerd | Best Tease Performance               | "Buttwoman Returns"                                       |
| 2010 | AVN Award                         | Genomineerd | Best Anal Sex Scene                  | "Scrubs: A XXX Parody"                                    |
| 2011 | AVN Award                         | Gewonnen    | Best All-Girl Three-Way Sex Scene    | Buttwoman vs. Slutwoman (with Asa Akira)                  |
| 2011 | AVN Award                         | Gewonnen    | Best Group Sex Scene                 | – Buttwoman vs. Slutwoman                                 |
| 2011 | AVN Award                         | Gewonnen    | Best Tease Performance               | Car Wash Girls (with Eva Angelina)                        |
| 2011 | NightMoves Award                  | Gewonnen    | Best Female Performer (Fan’s Choice) | n.v.t.                                                    |
| 2012 | NightMoves Award                  | Gewonnen    | Best Ass (Fan's Choice)              | n.v.t.                                                    |
| 2013 | XBIZ Award                        | Gewonnen    | Performer Site of the Year           | "AlexisTexas.com"                                         |
| 2014 | AVN Award                         | Gewonnen    | Hottest Ass (Fan Award)              | n.v.t.                                                    |
| 2014 | Fanny Award                       | Gewonnen    | Most Heroic Ass (Best Anal)          | n.v.t.                                                    |

- Gemeinsame Normdatei: 1203168632
- Virtual International Authority File: 2657158005995002100001
- WorldCat: E39PBJwRWKK8d6tvWMfdrPY9Dq